# Піраміда G2-a

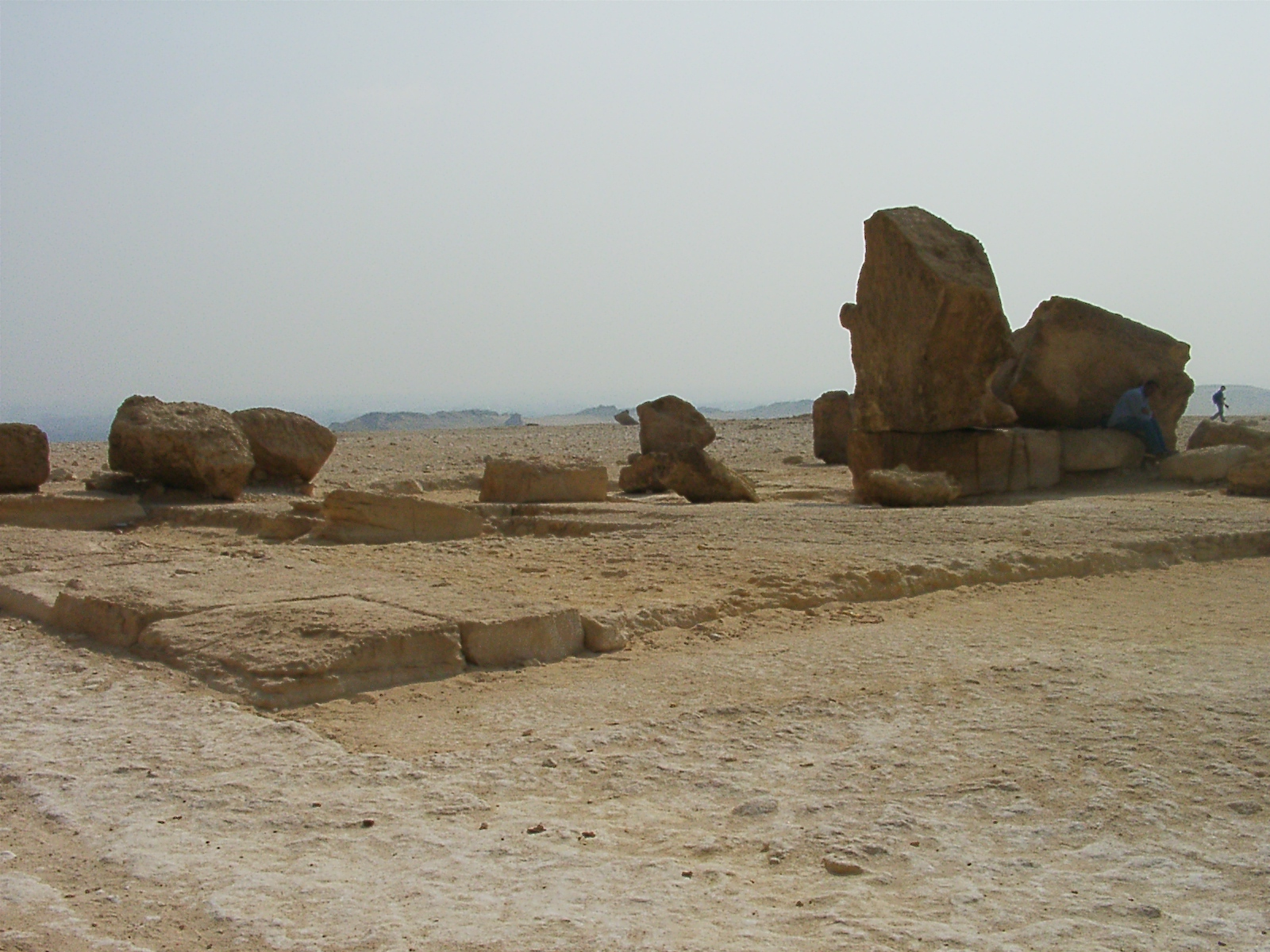
Основа піраміди G2a

G2a (також G2a, G2 a, GIIa) — єдина піраміда-супутниця піраміди Хефрена. Побудована за часів IV династії, імовірно для дружини Хафри (Хефрен).
Розташована на південь від піраміди Хефрена в Некрополі Гізи. Наземна частина піраміди не збереглася, але по залишкам основи і уламків облицювальних плит встановлено, що сторона її основи становила 20,1 метра, а нахил стін — 53°4'. Підземна камера піраміди збереглася. Також зберігся тунель, який пробили грабіжники.

## Галерея

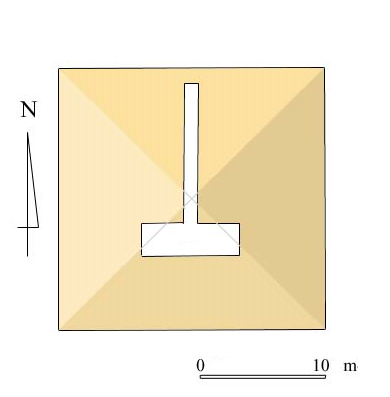
План піраміди
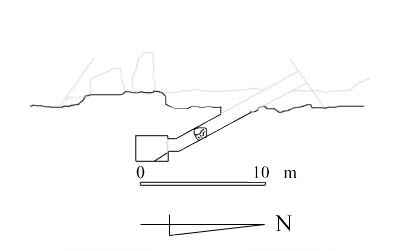
План похоронної камери
План комплексу Хефрена
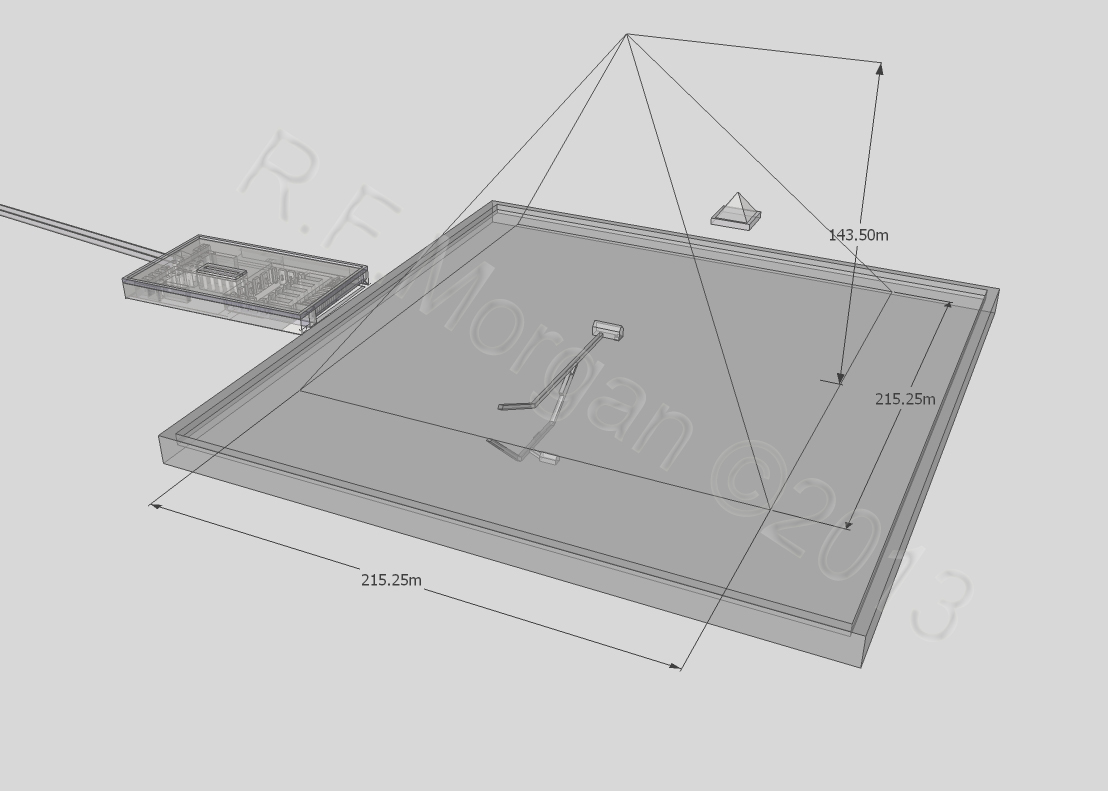
Ізометрична проєкція піраміди Хефрена і супутниці на задньому плані